# Escut de Sora
L'escut oficial de Sora té el següent blasonament:
Escut caironat: d'argent, una vall de sinople sobremuntada d'una garba de sinople ressaltant sobre una aixada d'or, en banda, i unes àrpies d'or, en barra. Per timbre, una corona mural de poble.

## Història
Va ser aprovat el 26 de maig del 2006 i publicat al DOGC el 22 de juny del mateix any amb el número 4660.
Sora és un municipi agrícola del Lluçanès de població tradicionalment disseminada en grans masies. Els elements de l'escut fan referència a l'activitat econòmica principal, l'agricultura (ja en escuts anteriors hi figuraven uns arbres i una garba, a més d'una creu), damunt una representació de la vall de la riera de Sora.